# Masters 1973
La 4 edición de la Tennis Masters Cup se realizó del 4 de diciembre al 8 de diciembre del 1973 en Boston, Estados Unidos.

## Individuales

### Clasificados
- John Newcombe
- Ilie Năstase
- Manuel Orantes
- Jan Kodeš
- Tom Gorman
- Tom Okker
- Jimmy Connors
- Stan Smith

### Grupo azul
| Resultados Round Robin-Win | Result-Res | -Winner-Winner-Winner-Win | -Score-Score-Score-Score |
| -------------------------- | ---------- | ------------------------- | ------------------------ |
| Ilie Năstase (RUM)         | derrota a  | John Newcombe (AUS)       | 7–5, 6–3                 |
| Ilie Năstase (RUM)         | derrota a  | Jan Kodeš (CZE)           | 6–4, 2–6, 6–4            |
| John Newcombe (AUS)        | derrota a  | Jan Kodeš (CZE)           | 6–4, 6–1                 |
| John Newcombe (AUS)        | derrota a  | Tom Gorman (USA)          | 3–6, 6–2, 6–2            |
| Jan Kodeš (CZE)            | derrota a  | Tom Gorman (USA)          | 6–3, 3–6, 6–3            |
| Tom Gorman (USA)           | derrota a  | Ilie Năstase (RUM)        | 6–4, 6–1                 |

### Grupo blanco
| Resultados Round Robin-Win | Result-Res | -Winner-Winner-Winner-Win | -Score-Score-Score-Score |
| -------------------------- | ---------- | ------------------------- | ------------------------ |
| Tom Okker (NED)            | derrota a  | Jimmy Connors (USA)       | 7–5, 6–3                 |
| Tom Okker (NED)            | derrota a  | Stan Smith (USA)          | 7–6, 6–3                 |
| Tom Okker (NED)            | derrota a  | Manuel Orantes (ESP)      | 6–1, 6–3                 |
| Jimmy Connors (USA)        | derrota a  | Stan Smith (USA)          | 6–0, 3–6, 7–6            |
| Jimmy Connors (USA)        | derrota a  | Manuel Orantes (ESP)      | 6–3, 6–2                 |
| Stan Smith (USA)           | derrota a  | Manuel Orantes (ESP)      | 7–5, 4–6, 6–3            |

| Resultados Etapa Final-Win | -Winner-Winner-Winner-Win | Result-Res | -Winner-Winner-Winner-Win | -Score-Score-Score-Score |
| -------------------------- | ------------------------- | ---------- | ------------------------- | ------------------------ |
| Semifinal                  | Ilie Năstase (RUM)        | derrota a  | Jimmy Connors (USA)       | 6-3 7-5                  |
| Semifinal                  | Tom Okker (NED)           | derrota a  | John Newcombe (AUS)       | 3-6 7-5 3-5r             |
| Final                      | Ilie Năstase (RUM)        | derrota a  | Tom Okker (NED)           | 6-3 7-5 4-6 6-3          |

| Predecesor: 1972 | ATP World Tour Finals 1973 | Sucesor: 1974 |

- Datos: Q953056